# Embalse de Santa Eulalia
El embalse de Santa Eulalia (en gallego: encoro de Santa Baia) es una infraestructura hidrológica construida en el río Jares, en el municipio de El Bollo, provincia de Orense, Galicia, España.